# غل و بلبل (سررود الجنوبي)
غل وبلبل (بالفارسية: گل و بلبل) هي قرية تقع في إيران في قسم سررود الجنوبي الريفي.